# قعشومينات
القعشومينات (الاسم العلمي: Holothyroidea) هي فوق فصيلة من القراديات تتبع رتبة القعشوميات من طفيليات الشكل.

## التصنيف
- القعشومات
  - القعشوم
    - قعشوم قرمزي
    - قعشوم ليجندري